# Sklabiňa
Sklabiňa – wieś (obec) na Słowacji położona w kraju żylińskim, w okręgu Martin. Pierwsze wzmianki o miejscowości pochodzą z roku 1242.
Według danych z dnia 31 grudnia 2010, wieś zamieszkiwały 624 osoby, w tym 316 kobiet i 308 mężczyzn.
W 2001 roku rozkład populacji względem narodowości i przynależności etnicznej wyglądał następująco:
- Słowacy – 99,68%
- Czesi – 0,16%

## Położenie
Wieś leży w północno-wschodniej części Kotliny Turczańskiej, u podnóży Wielkiej Fatry, u wylotu krótkiej Doliny Sklabińskiej.

## Historia
Wzmiankowana (jako Zklabonia) już w 1242 r., jak wszystkie okoliczne wsie należała do feudalnego „państwa” sklabińskiego z siedzibą na zamku Sklabinia. W XVII w. działał we wsi młyn z „piłą” (tartakiem) oraz pański browar. Mieszkańcy zajmowali wówczas się m.in. hodowlą owiec i koni, a także popularnym w całej Kotlinie Turczańskiej olejkarstwem i szafranictwem.
Wieś zapisała piękną kartę w okresie słowackiego powstania narodowego. To tu 21 sierpnia 1944 r., a więc ponad tydzień przed formalnym wybuchem powstania, mieszkańcy i partyzanci proklamowali jako pierwsi wolną Republikę Czechosłowacką. Ofiary, poniesione przez nich w ciągu następnych miesięcy, upamiętniają liczne pomniki i tablice pamiątkowe. Dlatego też w wydawnictwach słowackich sprzed 1992 r. Sklabinia występuje zawsze jako "partizánska obec" (wieś partyzancka).

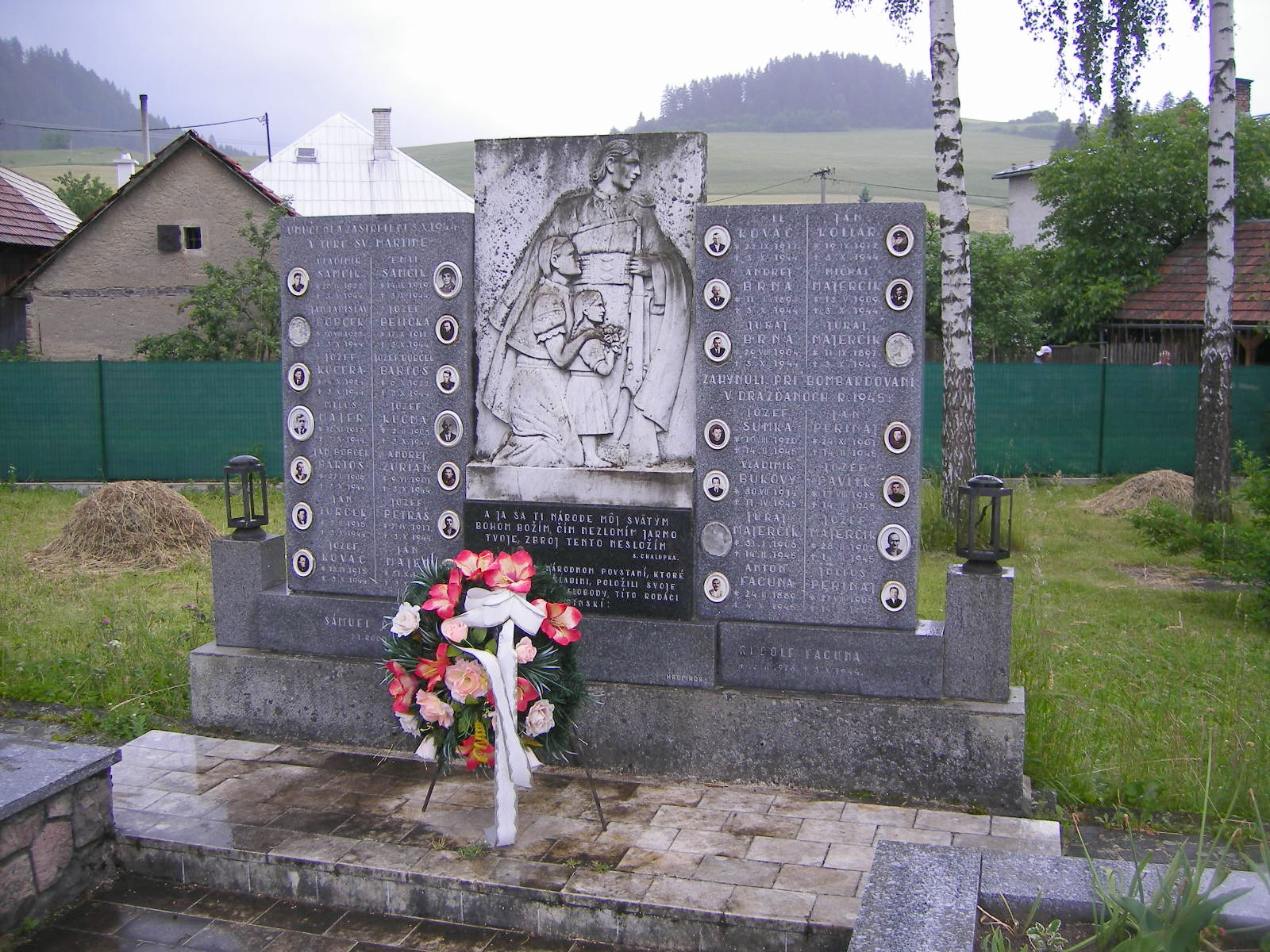
Pomnik
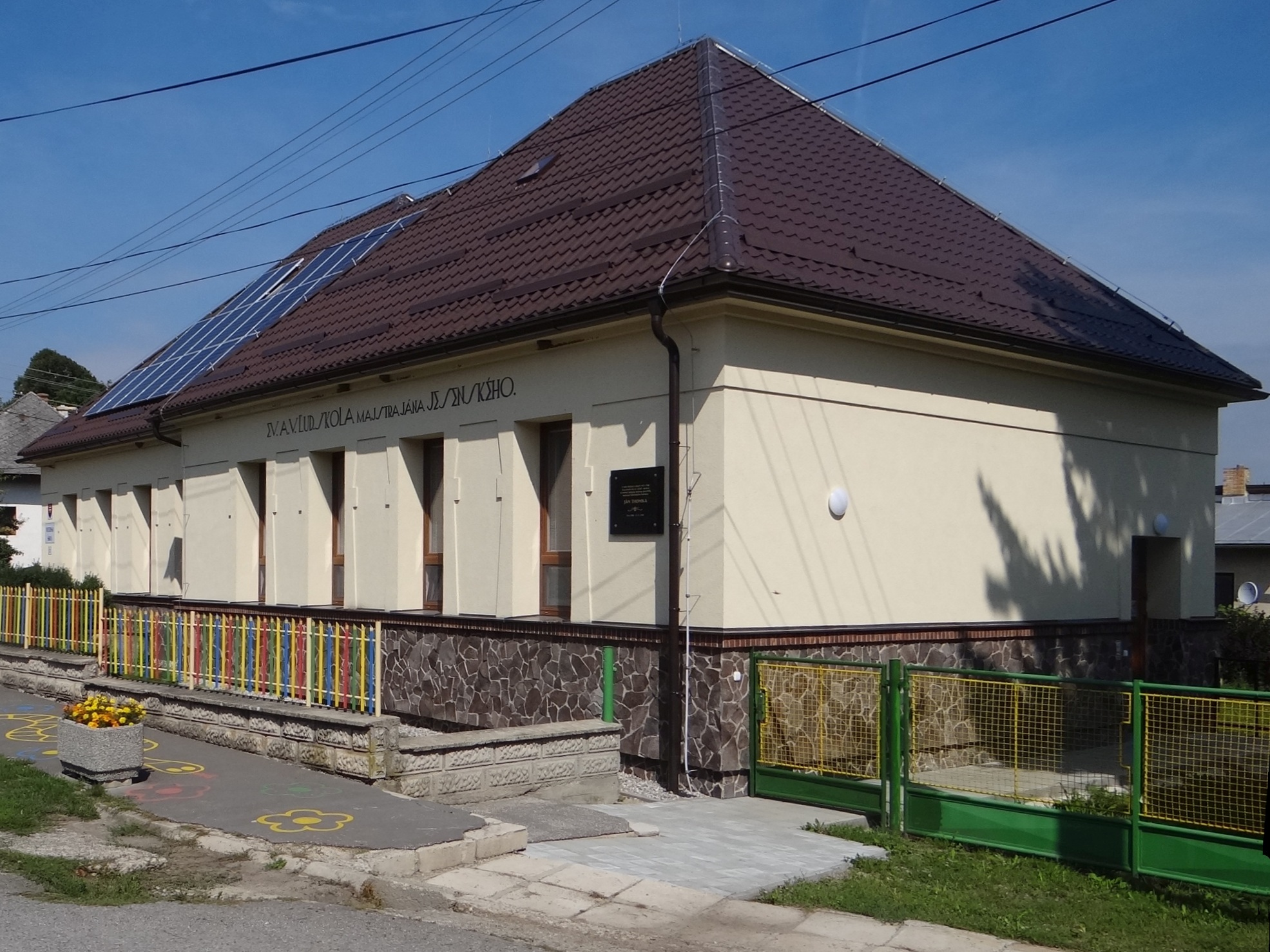
Szkoła
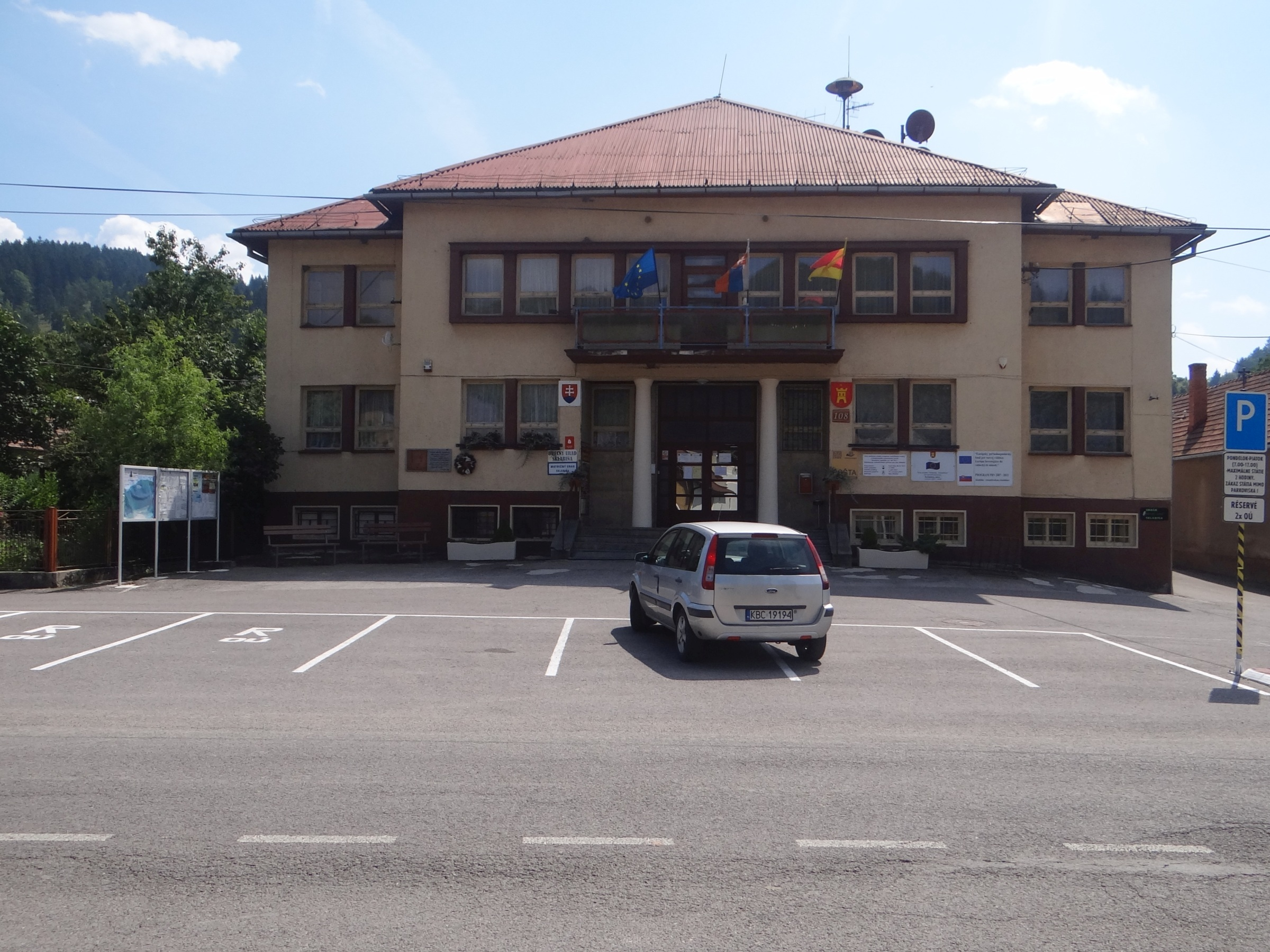
Urząd gminy
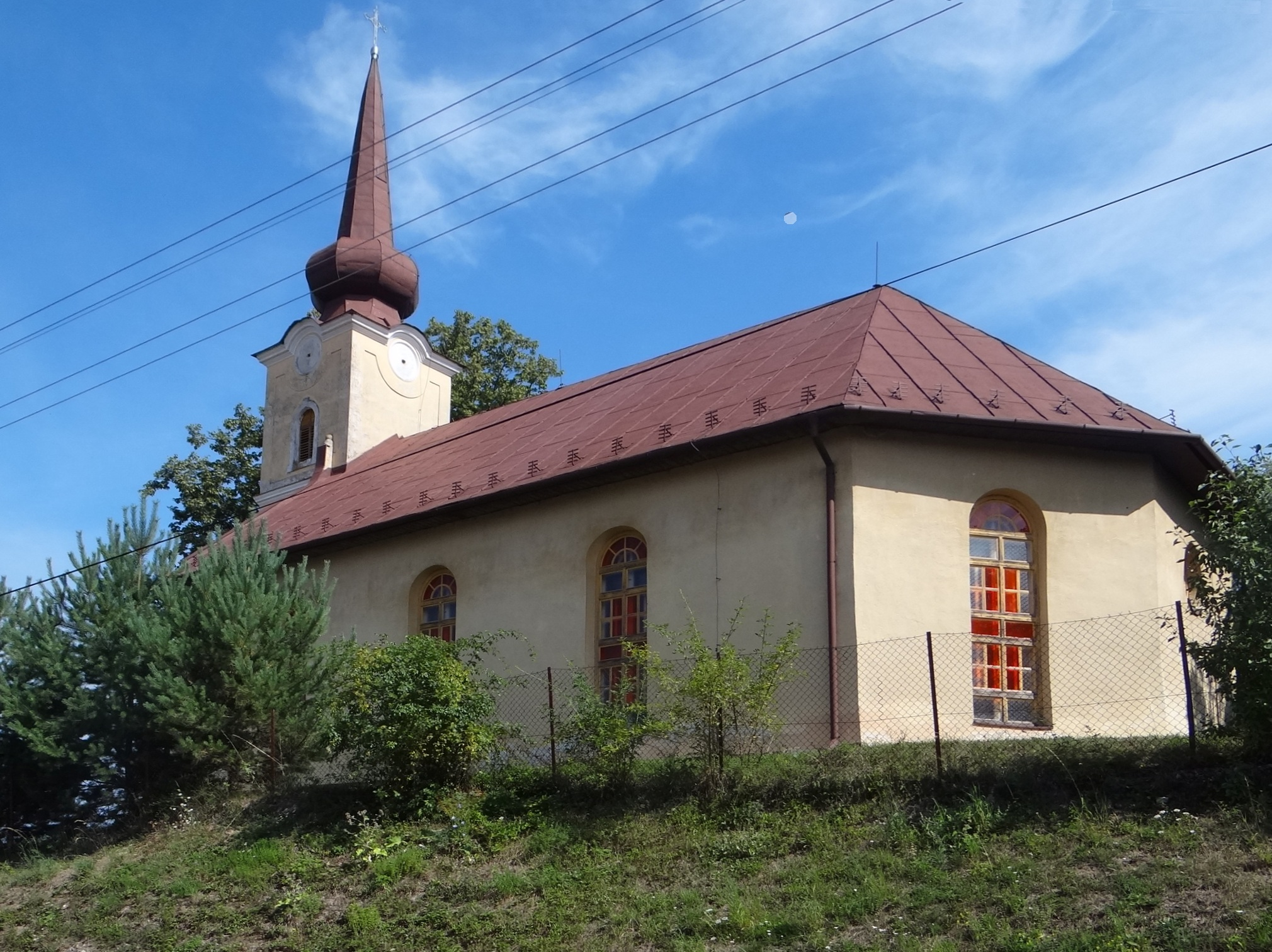
Kościół